# Nižná Pokoradz
Nižná Pokoradz je městská část Rimavské Soboty.

## Kultura a zajímavosti

### Památky
- Reformovaný kostel, jednolodní neoklasicistní stavba s pravoúhlým ukončením presbytáře s představěnou věží z roku 1891. [1] Kostel je postaven na starším základě. Fasády jsou členěny lizénovými pásy, věž pilastry. Je ukončena jehlancovou helmicí. Na bočních fasádách se nachází obloukový vlys pod korunní římsou.